# Angus Campbell
Angus Campbell es un militar australiano, General de División. Tuvo el mando de todas las fuerzas australianas desplegadas en la zona de Operaciones de Oriente Medio y fue uno de los comandantes de la Joint Task Force 633 en la guerra de Afganistán.

## Carrera militar
Cambell asistió al Royal Military College de Duntroon, de 1981 a 1984. Se graduó en el Cuerpo de Infantería y en un principio se desempeñó como Comandante de pelotón en el Tercer Batallón (paracaídas), el Real Regimiento de Australia.
Su servicio militar entonces incluía Tropa y Comando de la Escuadra en el Regimiento de Servicio Aéreo Especial. En 2001-2002, estuvo al mando el 2 º Batallón, del Real Regimiento de Australia. Mientras que en el comando que llevó a la implementación del Segundo Grupo de Batallón a Timor Oriental, como un componente de la Administración de Transición de Timor Oriental la Administración.
También se ha desempeñado en una serie de nombramientos de personal incluyendo como Ayudante de campo del jefe del ejército, como oficial de la política estratégica en el Cuartel General del Ejército, como instructor en el Colegio de Comando y Estado Mayor de Australia y el Jefe de Gabinete del Jefe de la Fuerza de Defensa.
A finales de 2005, se incorporó al Departamento del primer ministro y el Gabinete como Secretario Adjunto Primero al frente de la Oficina de Seguridad Nacional y posteriormente fue promovido a Secretario Adjunto y nombrado para el cargo de Asesor Adjunto de Seguridad Nacional. En estos papeles fue el responsable de la preparación de asesoramiento del primer ministro sobre asuntos de seguridad nacional y coordinar el desarrollo de todo el gobierno de la política de seguridad nacional.
A su regreso a la Fuerza de Defensa australiana a principios de 2010 fue nombrado al rango de General de División y se le dio la labor de dirigir al personal militar de los compromisos estratégicos en la sede de Defensa y también oversighted el desarrollo del Servicio Australiano de la Fuerza de Defensa de Investigación.
El 13 de enero de 2011 se asumió el mando de todas las fuerzas australianas desplegadas en la zona de Operaciones de Oriente Medio, siendo además el Comandante de la Joint Task Force 633.

## Formación profesional
Tiene una Licenciatura en Ciencias (con honores) de la Universidad de Nueva Gales del Sur, una Maestría en Filosofía en Relaciones Internacionales de la Universidad de Cambridge y es un graduado de la Comandancia del Ejército de Australia y Estado Mayor.

## Vida privada
El Mayor general Campbell está casado con Stephanie y tienen dos hijos adolescentes.